# Germania la Concursul Muzical Eurovision

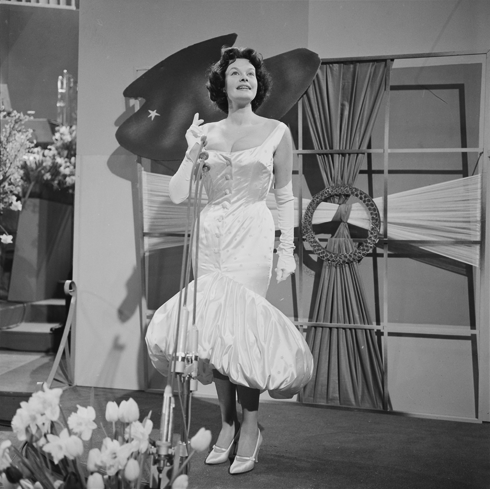
Margot Hielscher la Hilversum (1958)

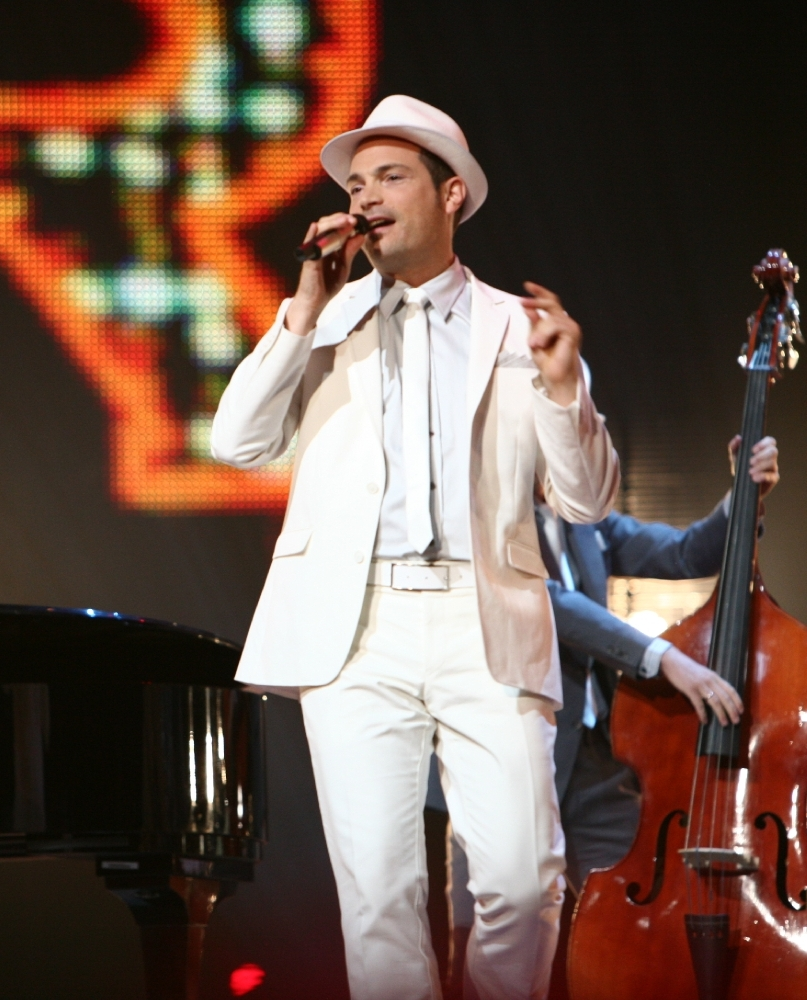
Roger Cicero la Helsinki (2007)

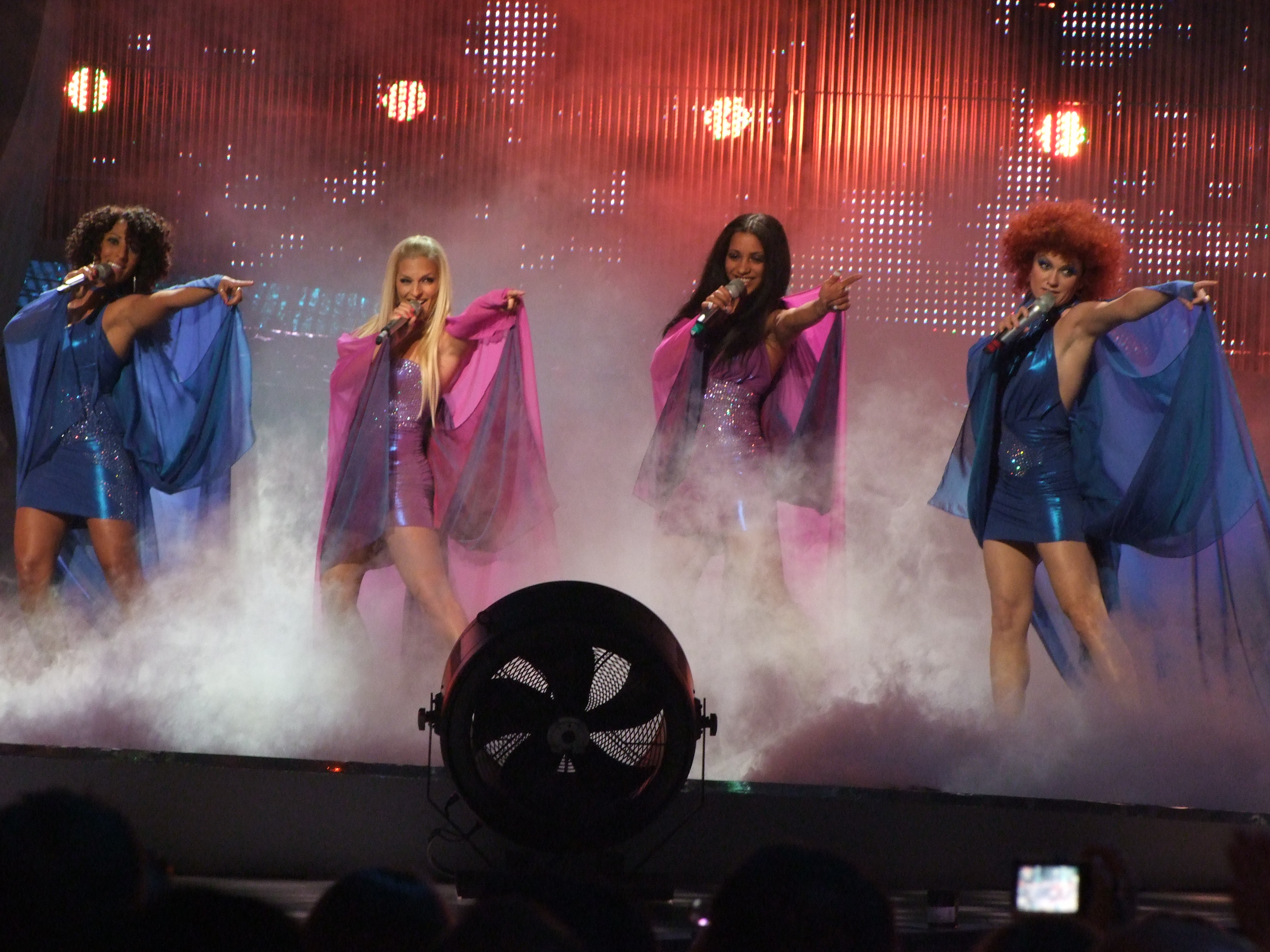
No Angels la Belgrad (2008)

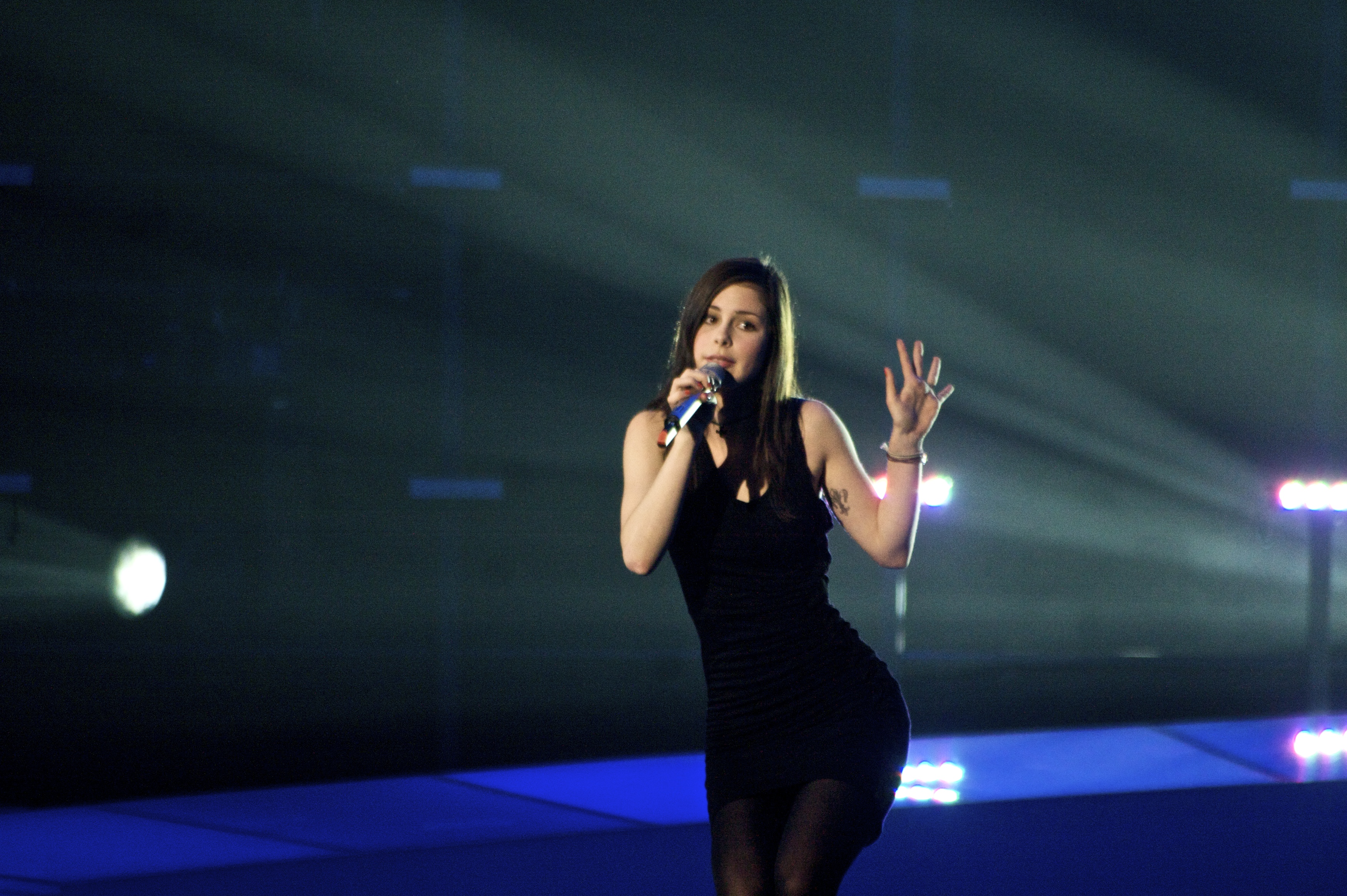
Lena la Oslo (2010)

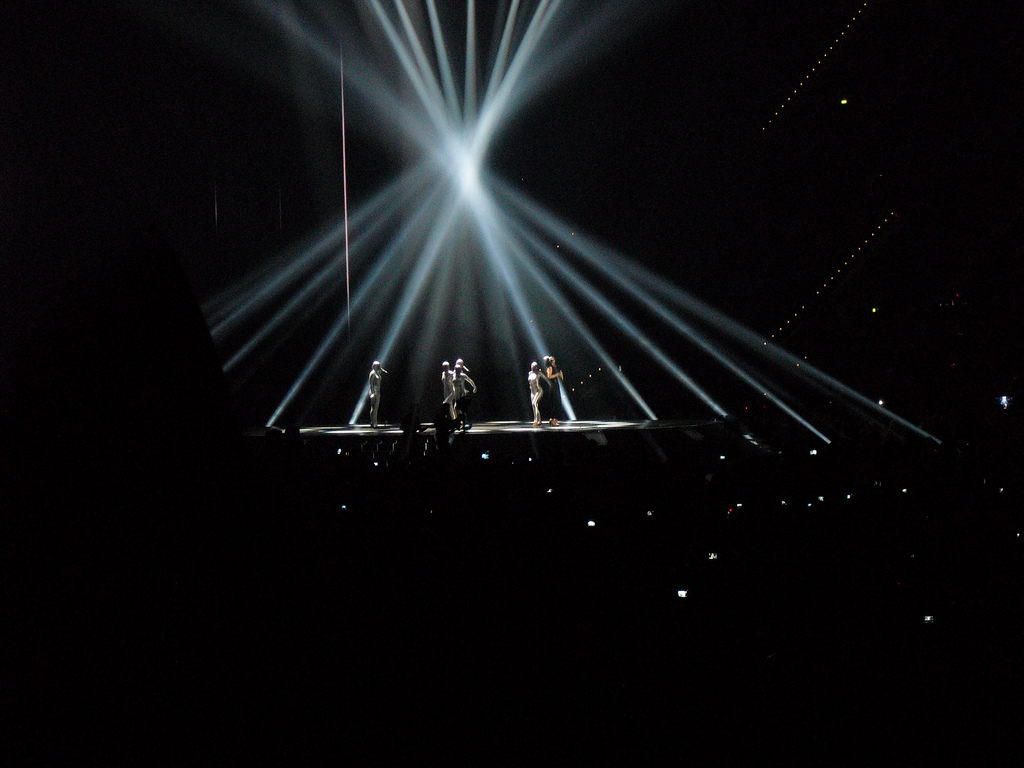
Lena la Düsseldorf (2011)

Germania a participat la Concursul Muzical Eurovision de 68 de ori, de la debutul acestuia din anul 1956, cu excepția ediției din 1996, când țara a eșuat să se califice în finală. Deși are o istorie îndelungată în concurs, Germania a câștigat doar de două ori: în 1982, prin Nicole, cu piesa "Ein bißchen Frieden" și în 2010, prin Lena Meyer-Landrut, cu melodia "Satellite", devenind prima țară din grupul "Big Five" care câștigă concursul de la introducerea regulii.

## Participări

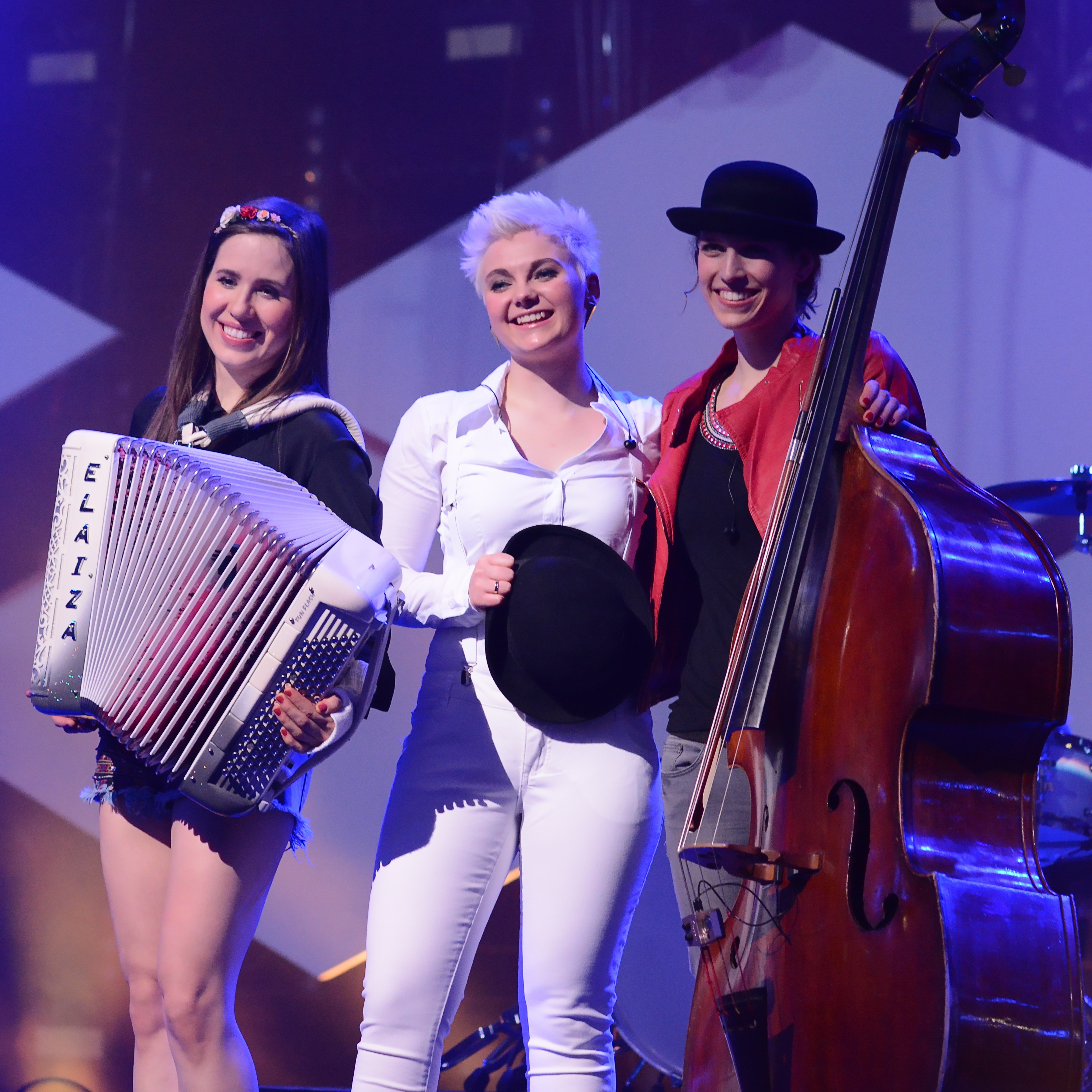
Elaiza la Copenhaga (2014)

| An   | Gazda      | Artist                       | Titlu                                       | Finala | Puncte |
| ---- | ---------- | ---------------------------- | ------------------------------------------- | ------ | ------ |
| 1956 | Lugano     | Walter Andreas Schwarz       | "Im Wartesaal zum großen Glück"             | 11     |        |
| 1956 | Lugano     | Freddy Quinn                 | "So geht das jede Nacht"                    | 3      |        |
| 1957 | Frankfurt  | Margot Hielscher             | "Telefon, Telefon"                          | 4      | 8      |
| 1958 | Hilversum  | Margot Hielscher             | "Für zwei Groschen Musik"                   | 7      | 5      |
| 1959 | Cannes     | Alice & Ellen Kessler        | "Heute Abend wollen wir tanzen geh'n"       | 8      | 5      |
| 1960 | Londra     | Wyn Hoop                     | "Bonne nuit ma chérie"                      | 4      | 11     |
| 1961 | Cannes     | Lale Andersen                | "Einmal sehen wir uns wieder"               | 13     | 3      |
| 1962 | Luxemburg  | Conny Froboess               | "Zwei kleine Italiener"                     | 6      | 9      |
| 1963 | Londra     | Heidi Brühl                  | "Marcel"                                    | 9      | 5      |
| 1964 | Copenhaga  | Nora Nova                    | "Man gewöhnt sich so schnell an das Schöne" | 13     | 0      |
| 1965 | Napoli     | Ulla Wiesner                 | "Paradies, wo bist du?"                     | 15     | 0      |
| 1966 | Luxemburg  | Margot Eskens                | "Die Zeiger der Uhr"                        | 10     | 7      |
| 1967 | Viena      | Inge Brück                   | "Anouschka"                                 | 8      | 7      |
| 1968 | Londra     | Wencke Myhre                 | "Ein Hoch der Liebe"                        | 6      | 11     |
| 1969 | Madrid     | Siw Malmkvist                | "Primaballerina"                            | 9      | 8      |
| 1970 | Amsterdam  | Katja Ebstein                | "Wunder gibt es immer wieder"               | 3      | 12     |
| 1971 | Dublin     | Katja Ebstein                | "Diese Welt"                                | 3      | 100    |
| 1972 | Edinburgh  | Mary Roos                    | "Nur die Liebe läßt uns leben"              | 3      | 107    |
| 1973 | Luxemburg  | Gitte                        | "Junger Tag"                                | 8      | 85     |
| 1974 | Brighton   | Cindy & Bert                 | "Die Sommermelodie"                         | 14     | 3      |
| 1975 | Stockholm  | Joy Fleming                  | "Ein Lied kann eine Brücke sein"            | 17     | 15     |
| 1976 | Haga       | Les Humphries Singers        | "Sing Sang Song"                            | 15     | 12     |
| 1977 | Londra     | Silver Convention            | "Telegram"                                  | 8      | 55     |
| 1978 | Paris      | Ireen Sheer                  | "Feuer"                                     | 6      | 84     |
| 1979 | Ierusalim  | Dschinghis Khan              | "Dschinghis Khan"                           | 4      | 86     |
| 1980 | Haga       | Katja Ebstein                | "Theater"                                   | 2      | 128    |
| 1981 | Dublin     | Lena Valaitis                | "Johnny Blue"                               | 2      | 132    |
| 1982 | Harrogate  | Nicole                       | "Ein bißchen Frieden"                       | 1      | 161    |
| 1983 | München    | Hoffmann & Hoffmann          | "Rücksicht"                                 | 5      | 94     |
| 1984 | Luxemburg  | Mary Roos                    | "Aufrecht geh'n"                            | 13     | 34     |
| 1985 | Göteborg   | Wind                         | "Für alle"                                  | 2      | 105    |
| 1986 | Bergen     | Ingrid Peters                | "Über die Brücke geh'n"                     | 8      | 62     |
| 1987 | Bruxelles  | Wind                         | "Laß die Sonne in dein Herz"                | 2      | 141    |
| 1988 | Dublin     | Maxi & Chris Garden          | "Lied für einen Freund"                     | 14     | 48     |
| 1989 | Lausanne   | Nino de Angelo               | "Flieger"                                   | 14     | 46     |
| 1990 | Zagreb     | Chris Kempers & Daniel Kovac | "Frei zu leben"                             | 9      | 60     |
| 1991 | Roma       | Atlantis 2000                | "Dieser Traum darf niemals sterben"         | 18     | 10     |
| 1992 | Malmö      | Wind                         | "Träume sind für alle da"                   | 16     | 27     |
| 1993 | Millstreet | Münchener Freiheit           | "Viel zu weit"                              | 18     | 18     |
| 1994 | Dublin     | Mekado                       | "Wir geben 'ne Party"                       | 3      | 128    |
| 1995 | Dublin     | Stone & Stone                | "Verliebt in Dich"                          | 23     | 1      |
| 1997 | Dublin     | Bianca Shomburg              | "Zeit"                                      | 18     | 22     |
| 1998 | Birmingham | Guildo Horn                  | "Guildo hat euch lieb!"                     | 7      | 86     |
| 1999 | Ierusalim  | Sürpriz                      | "Reise nach Jerusalem – Kudüs'e seyahat"    | 3      | 140    |
| 2000 | Stockholm  | Stefan Raab                  | "Wadde hadde dudde da?"                     | 5      | 96     |
| 2001 | Copenhaga  | Michelle                     | "Wer Liebe lebt"                            | 8      | 66     |
| 2002 | Tallinn    | Corinna May                  | "I Can't Live Without Music"                | 21     | 17     |
| 2003 | Riga       | Lou                          | "Let's Get Happy"                           | 11     | 53     |
| 2004 | Istanbul   | Max                          | "Can't Wait Until Tonight"                  | 8      | 93     |
| 2005 | Kiev       | Gracia                       | "Run & Hide"                                | 24     | 4      |
| 2006 | Atena      | Texas Lightning              | "No No Never"                               | 14     | 36     |
| 2007 | Helsinki   | Roger Cicero                 | "Frauen regier'n die Welt"                  | 19     | 49     |
| 2008 | Belgrad    | No Angels                    | "Disappear"                                 | 23     | 14     |
| 2009 | Moscova    | Alex Swings Oscar Sings      | "Miss Kiss Kiss Bang"                       | 20     | 35     |
| 2010 | Oslo       | Lena Meyer-Landrut           | "Satellite"                                 | 1      | 246    |
| 2011 | Düsseldorf | Lena Meyer-Landrut           | "Taken by a Stranger"                       | 10     | 107    |
| 2012 | Baku       | Roman Lob                    | "Standing Still"                            | 8      | 110    |
| 2013 | Malmö      | Cascada                      | "Glorious"                                  | 21     | 18     |
| 2014 | Copenhaga  | Elaiza                       | "Is It Right"                               | 18     | 39     |
| 2015 | Viena      | Ann Sophie                   | "Black Smoke"                               | 27     | 0      |
| 2016 | Stockholm  | Jamie-Lee Kriewitz           | "Ghost"                                     | 26     | 11     |
| 2017 | Kiev       | Levina                       | "Perfect Life"                              | 25     | 6      |
| 2018 | Lisabona   | Michael Schulte              | "You Let Me Walk Alone"                     | 4      | 340    |
| 2019 | Tel Aviv   | S!sters                      | "Sister"                                    | 25     | 24     |
| 2020 | Rotterdam  | Ben Dolic                    | "Violent Thing"                             | Anulat | Anulat |
| 2021 | Rotterdam  | Jendrik                      | "I Don't Feel Hate"                         | 25     | 3      |
| 2022 | Torino     | Malik Harris                 | "Rockstars"                                 | 25     | 6      |
| 2023 | Liverpool  | Lord of the Lost             | "Blood & Glitter"                           | 26     | 18     |
| 2024 | Malmö      | Isaak                        | "Always on the Run"                         | 12     | 117    |
| 2025 | Basel      | Abor & Tynna                 | "Baller"                                    | 15     | 151    |

## Gazdă
| An   | Oraș       | Locație                           | Prezentatori                               |
| ---- | ---------- | --------------------------------- | ------------------------------------------ |
| 1957 | Frankfurt  | Marele studio Hessischer Rundfunk | Anaïd Iplicjian                            |
| 1983 | München    | Rudi-Sedlmayer-Halle              | Marlene Charell                            |
| 2011 | Düsseldorf | Esprit Arena                      | Anke Engelke, Judith Rakers și Stefan Raab |